# Mangaka (Tanzania)
Mangaka è una circoscrizione mista (mixed ward) della Tanzania situata nel distretto di Nanyumbu, regione di Mtwara. Conta una popolazione di 16 494 abitanti (censimento 2012).